# Rosinova ulica

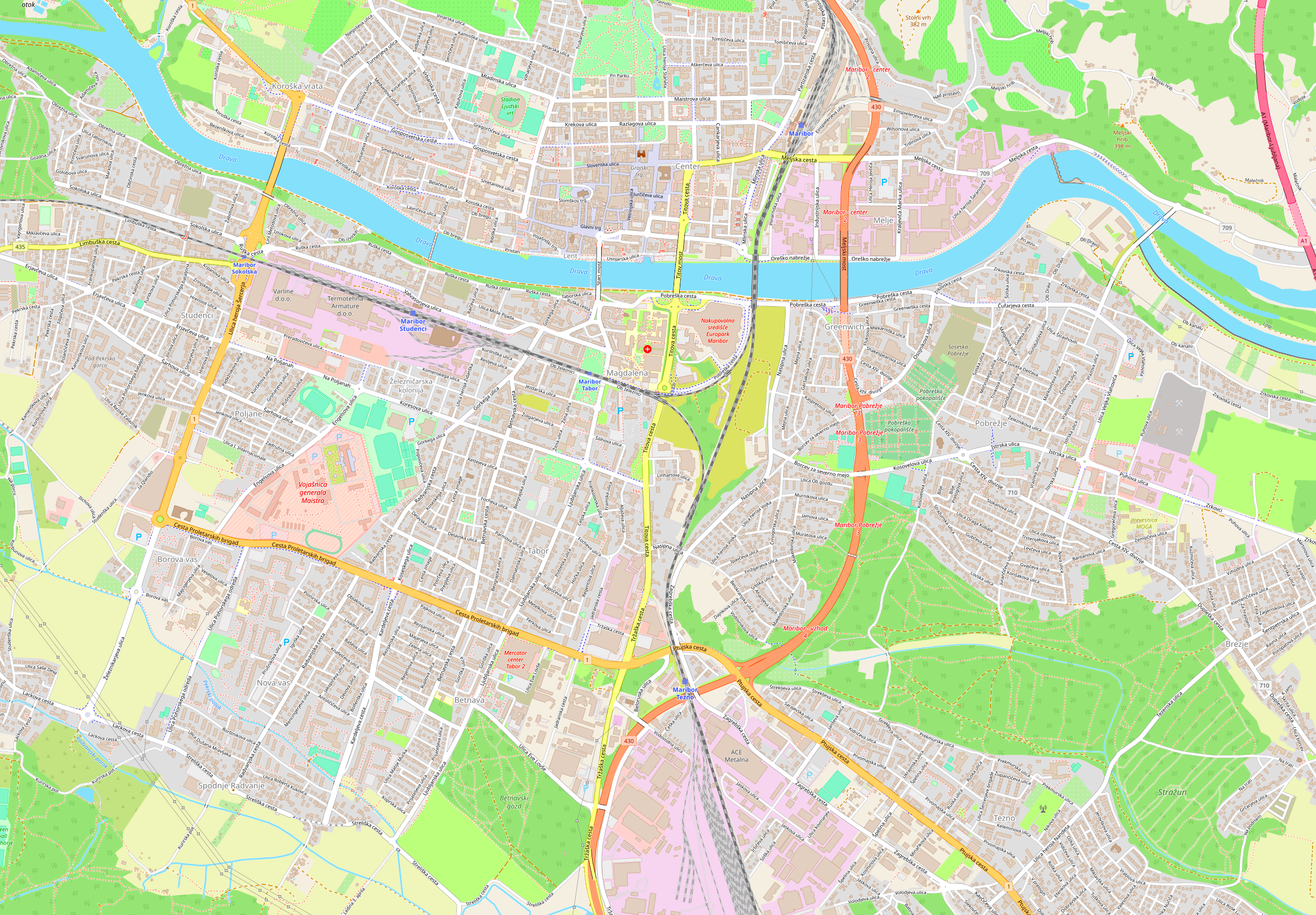

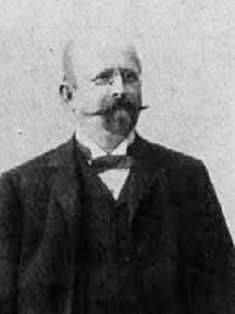
Fran Rosina (1863–1924)

Rosinova ulica (Rosina-Gasse) ist der Name einer Straße am nordwestlichen Rand des Stadtbezirks Koroška vrata von Maribor, Slowenien. Sie ist benannt nach dem slowenischen Rechtsanwalt, Politiker und Bankier Fran Rosina (1863–1924).

## Geschichte
In den 1920er Jahren wurde eine neue Straße in der Vorstadt Koroška in Dr.-Fran-Rosin-Straße umbenannt. Im Jahr 1934 wurde der Name in Rosinova ulica geändert. Nach der deutschen Besetzung im April 1941 wurde der Name zunächst in Rosina-Gasse geändert und im selben Jahr nach der tschechischen Stadt Znojmo (Znaim) in Znaimergasse umbenannt. Im Mai 1945 erhielt sie wieder den slowenischen Namen Rosinova ulica.

## Lage
Die Straße beginnt im Nordwesten von Koroška vrata an der Medvedova ulica westlich der Vrbanska cesta. Sie verläuft parallel zu beiden Straßen bis zur Kreuzung mit Pasterkova ulica und Žnidaričeva ulica.

## Abzweigende Straßen
Die Rosinova ulica berührt folgende Straßen (von Süden nach Norden): Bernekerjeva ulica, Kosarjeva ulica, Turnerjeva ulica.